# Wilhelm Lindemann
Wilhelm Lindemann, född 5 april 1882, död 8 december 1941, var en tysk kompositör, kapellmästare och sångtextförfattare. Han var även verksam under pseudonymen Fritze Bollmann.

## Kompositioner
- Trink, trink (svenska, Drick, drick) (snapsvisa där han skrivit text och musik)